# 39 de trepte (film din 1978)
39 de trepte (titlul original: în engleză The Thirty Nine Steps) este un film de spionaj britanic, realizat în 1978 de regizorul Don Sharp, 
după romanul omonim din 1915 al scriitorului John Buchan, protagoniști fiind actorii Robert Powell, David Warner, Eric Porter și John Mills.

## Rezumat
La începutul anului 1914, temerile au crescut în Marea Britanie că izbucnirea Primului Război Mondial este iminentă. Spionii germani s-au infiltrat în țară și ucid politicieni influenți pentru a slăbi guvernul britanic. Colonelul Scudder, care, în calitate de fost angajat al serviciului de informații militare, a luat urmele agenților, scapă el însuși de un atac. Nevoit, el apelează la vecinul său Richard Hannay, un inginer minier din Africa de Sud, aflat într-o scurtă vacanță la Londra. Scudder îi raportează lui Hannay despre o tentativă de asasinat planificată asupra primului ministru grec Karolides în timpul unei vizite de stat în capitala britanică. Rolul său cheie în Balcani întărește alianța militară a Aliaților și ar putea oferi flotei britanice un timp valoros de pregătire prin amânarea izbucnirii războiului.
În ciuda suspiciunii inițiale, Hannay își pregătește camera de oaspeți și Scudder începe să revizuiască detaliile complotului în carnetul său. A doua zi dimineață, Hannay părăsește apartamentul pentru a cumpăra un bilet de tren către Strathallan, orașul natal din copilărie din Scoția. Din cauza unei alte amenințări, Scudder îl urmează pe Hannay până la gară și este ucis înainte ca să-i predea carnetul. Acuzat în mod eronat de crimă, Hannay riscă pedeapsa cu moartea, deoarece poliția, condusă de inspectorul șef Lomas, nu crede acuzațiile sale. La scurt timp după ce a fost anunțat verdictul, agenții germani îl răpesc pe Hannay pentru a obține informațiile secrete. 
Hannay evadează și găsește presupusul caiet sub un cântar de persoane din gară. Cu toate acestea, conține doar o pagină scrisă cu un indiciu ascuns. Hannay pleacă într-o călătorie în patria sa scoțiană deghizat în vicar. Când ofițerii de poliție se urcă în tren, Hannay forțează o oprire de urgență și fuge sub un pod. Pe drumul său ulterioar spre nord, el este acum vânat din ambele părți. Cu puțin timp înainte ca nemții să-l ajungă, el se alătură nobilei Alex Mackenzie și logodnicului ei David Hamilton sub un nume fals și sub pretextul de a participa la un pariu. Amândoi descoperă rapid adevărata identitate a lui Hannay, dar îl ajută să-și continue evadarea, nu în ultimul rând din cauza simpatiei evidente a lui Mackenzie pentru străin. Împreună rezolvă misterul unde se află adevăratul jurnal: Scudder îl aruncase într-o cutie poștală în drum spre gară și îl expediase lui Strathallan.
Datele codificate de Scudder sunt decriptate de Lomas și angajații săi. Atacul cu bombă asupra primului ministru grec în Sala Parlamentului ar fi fost declanșat exact la 11:45 a.m. de un mecanism cuplat de mecanismul lui Big Ben. De asemenea, era planificat ca asasinii să fugă înapoi în Germania cu un crucișător numit Ariadne, care este ancorat în Gravesend. Împreună cu Lomas și mai mulți ofițeri de poliție, Hannay ajunge în vârful turnului cu ceas cu doar câteva minute înainte de lovitura planificată. Nemții au aproape finalizat instalarea dispozitivelor tehnice și sunt încă în încăperea care este încuiată din interior. După negocieri nereușite, Hannay sparge sticla de pe cadran și se cațără afară. Cu ultimele puteri reușește să oprească arătatorul minutelor și astfel să oprească detonarea bombei. Între timp, poliția forțează ușa încuiată a camerei și după un schimb de focuri îi învinge pe ambii asasini. Sir Edmund Appleton, un membru de rang înalt al cabinetului britanic și totodată șef al agenților inamici, este arestat la scurt timp pe o șalupă a poliției furată la Westminster Pier.

## Distribuție
- Robert Powell – Richard Hannay
- David Warner – Sir Edmund Appleton
- Eric Porter – Superintendentul șef Lomas
- Karen Dotrice – Alex Mackenzie
- John Mills – Scudder
- George Baker – Sir Walter Bullivant
- Ronald Pickup – Bayliss
- Donald Pickering – Marshall
- Timothy West – Porton
- Miles Anderson – David Hamilton
- Andrew Keir – Lord Rohan
- Robert Flemyng – Magistrate
- William Squire – Harkness
- Paul McDowell – McLean
- David Collings – Tillotson
- John Normington – Fletcher
- John Welsh – Lord Bellhane
- Edward de Souza – Woodville
- Tony Steedman – amiralul
- John Grieve – P.C. Forbes
- Donald Bisset – Renfrew
- Derek Anders – Donald
- Oliver Maguire – Marlins
- Joan Henley – Lady Nettleship
- Prentis Hancock – Perryman
- Leo Dolan – Milkman
- James Garbutt – Miller
- Artro Morris – The Scot
- Robert Gillespie – Crombie
- Raymond Young – ghidul
- Paul Jerricho – P.C. Scott
- Michael Bilton – vicarul

## Coloana sonoră
Coloana sonoră a fost înregistrată de Rank Concert Orchestra sub conducerea lui Ed Welch și lansată de United Artists Records în 1978 (UAG 30208). Temele individuale pentru film au fost completate de piesa de deschidere de douăsprezece minute The Thirty-Nine Steps Concerto cu solistul Christopher Headington la pian.

## Premii
Karen Dotrice a câștigat în 1980 Evening Standard British Film Award pentru cea mai promițătoare actriță nou-venită.(Most Promising Newcomer Actress).

## Lansare
Filmul 39 de trepte a avut premiera în Londra la „Royal charity” pe data de 23 noiembrie 1978.
În România premiera filmului a avut loc la data de 2 noiembrie 1979 la „Palatul Sporturilor și Culturii” din capitală.